# Дун (крепость)

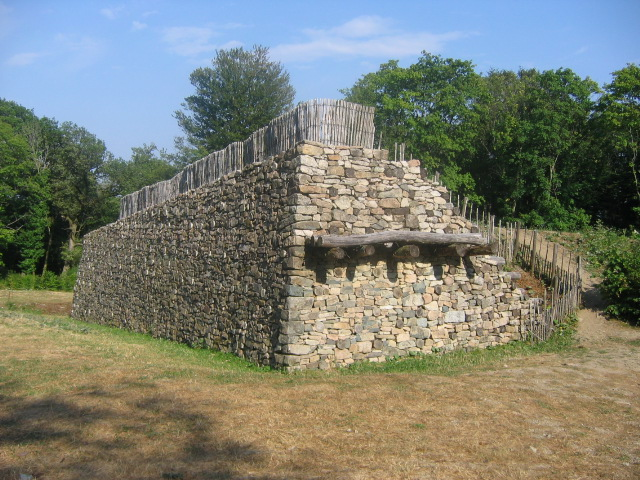
«Галльское укрепление» — дун Бибракте (реконструкция)

Дун (бретон. din, гэльск. dùn) — кельтский термин, обозначающий прежде всего крепость, иногда также холм. Суффикс -dun нередко присутствует в топонимии Галлии и других мест, где обитали кельты, вплоть до Сербии (Сингидунум).

## История
Это были поселения — мини-города — типа «холмовая крепость», то есть сооружённые на возвышении, что облегчало их оборону. Такого рода поселения, характерные обычно для древних индоевропейских народов, обнаружены во многих местах Европы — например в Новгородской Руси такое поселение называлось «кром».
Сами кельты для обозначения подобных сооружений использовали два термина. Кельтиберы на Пиренейском полуострове (а также ряд неиндоевропейских местных народов, находившихся под их влиянием) называли эти сооружения «briga» (от индоевропейского корня *bhrgh («высокий», «возвышенный»), тогда как в Галлии использовался термин δοῦνον (засвидетельствован в древнейших галльских надписях греческим алфавитом) или dūnum в латиноязычной передаче.
Слово «дун» («дан») и латинизированная форма «дунум» означали сооружения такого типа, принадлежавшие важнейшим лицам, и сохранилось в названиях населённых пунктов на землях бывших кельтских поселений в Британии, Франции — Данкелд, Лугдун, Верден и другие. В зависимости от региона, а также от типа и принадлежности укрепления существовали и другие названия таких укреплений («катхайр», «лиос», «узел», «ратх», «кром», «кромлех», «кремль» и так далее).
В Британии дуны появляются вместе с приходом кельтских племён в VII в. до н. э., с наступлением железного века. Древнеанглийское слово dūn («возвышенность», «гора»), возможно, заимствовано у британских кельтов.
Дуны могли располагаться группами. В Позднем средневековье такие форты могли перестраиваться в замки, или замки строились на их местах.